# Partidul Social-Democrat din Transilvania și Banat
Partidul Social-Democrat din Transilvania și Banat a fost înființat în ianuarie 1906 cu scopul de a reprezenta interesele muncitorilor români din Transilvania și Banat (alături de Crișana, însă predominant el) în Parlamentul de la Budapesta.
Între 1918-1920 a ocupat în cadrul Consiliului Dirigent al Transilvaniei și Banatului 2 portofolii.

## Lideri
- Iosif Jumanca
- Ion Flueraș